# 显龙镇
显龙镇，是中华人民共和国甘肃省陇南市两当县下辖的一个乡镇级行政单位。
2016年，甘肃省民政厅批复同意撤销显龙乡，设立显龙镇。

## 行政区划
显龙镇下辖以下地区：
聂沟村、显龙村、梁垭村、川头村、老庄村、王堡村、野林村、板凳村、白崖村和余滩村。